# Château d'Ermenonville
Le château d'Ermenonville est un château du XVIIIe siècle situé dans la commune d'Ermenonville dans le département français de l'Oise.

## Historique

### Origines
Le premier château d’Ermenonville, dans l’Oise, a été construit en 987 à l’époque d’Hugues Capet, sur la villa d’Irminon, nom d'un évêque de Senlis.
Au Moyen Âge, le château est entre les mains de seigneurs féodaux dont la famille de Lorris. Au XVe siècle, le roi Louis XI y séjourne parfois.
Le 11 décembre 1600, le roi Henri IV qui vient souvent se reposer à Ermenonville fait acheter le château par son fidèle cavalier à la jambe de bois Dominique de Vic. Il vient y retrouver parfois Gabrielle d’Estrées. À cette époque, le château présente des façades austères, compte encore six petites tours ainsi qu'un gros donjon au sud, vers l'actuelle cour d'honneur. L'aspect du bâtiment est encore proche de celui d'une forteresse médiévale.

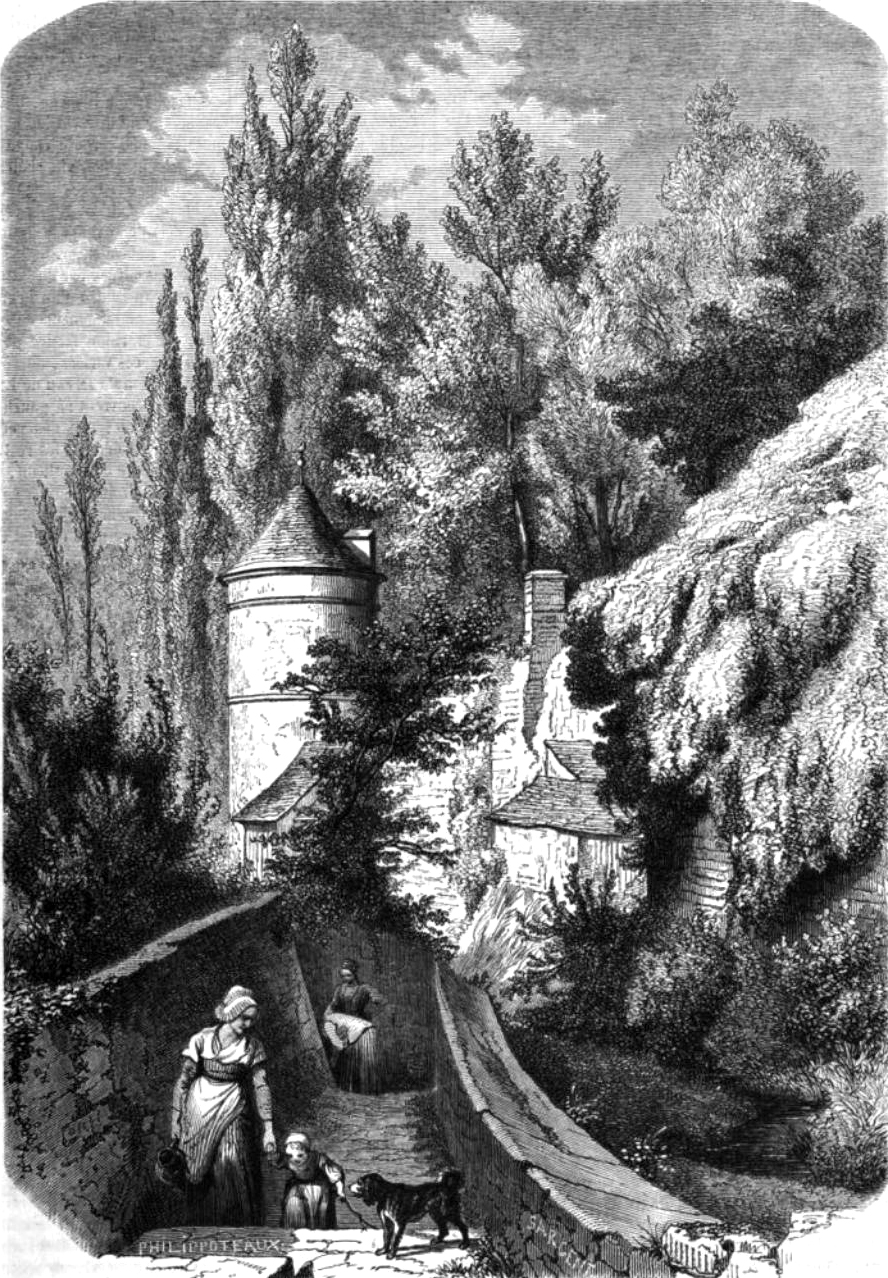
Gravure des fossés du château d’Ermenonville.

Une gravure de 1724 montre toujours le donjon, mais deux des six petites tours ont déjà disparu. Les parties avancées des ailes latérales n'existent pas encore : le château est délimité par les quatre petites tours qui subsistent de nos jours. Un an plus tard, le seigneur et propriétaire du château de lors, Claude-Louis Lombard, procède à de profonds remaniements du château pour le rendre plus conforme aux goûts architecturaux du siècle des Lumières. Il fait abattre le donjon, prolonger les ailes latérales vers le sud, percer des fenêtres plus nombreuses et plus larges, construire un corps central en saillie au milieu du bâtiment principal, et décorer les façades. Sur ce plan, l'opération la plus importante concerne le corps central. Deux frontons surbaissés, décorés de motifs héraldiques, le surmontent côté cour et côté parc. Des balcons en fer forgé sont ajoutés au niveau du premier étage, où des bas-reliefs sont apposés sur les trumeaux. Les armes de Dominic de Vic sont représentés sur les frontons, ce qui a induit en erreur certains auteurs quant à l'époque des transformations du château, mais c'est bien Claude Lombard qui est à l'origine de ces décors, voulant rendre hommage à l'ancien seigneur des lieux. (Les armes des Radziwiłł n'ont été rajoutés qu'après 1880).
Claude-Louis Lombard décède en 1732. Dans un premier temps, le château reste dans la famille. C'est un autre Claude Lombard qui vend le château (avec seigneurie et vicomté) au collecteur des impôts du roi Louis XV, René Hatte, en 1754. Le nouveau propriétaire est l'un des plus riches fermiers généraux de France. Il meurt seulement cinq ans plus tard, en 1759. Sa succession s'avère compliquée.

### Le château sous le marquis René-Louis de Girardin

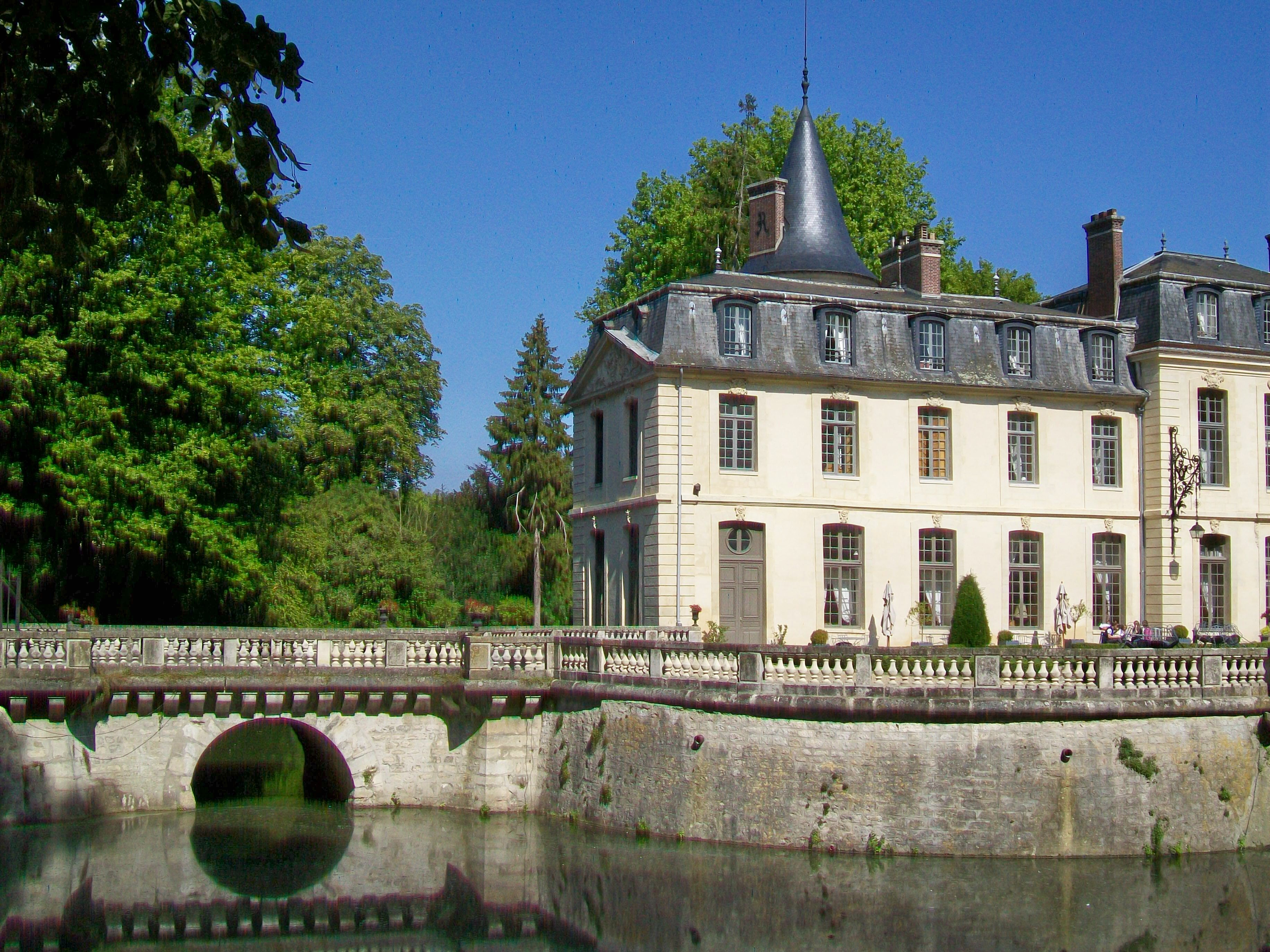
L'aile ouest et le pont sur les douves.

Le marquis René-Louis de Girardin est l'un des héritiers de René Hatte, son grand-père maternel. En 1763, le marquis devient le propriétaire unique du château et seigneur d'Ermenonville moyennant le rachat des parts des autres héritiers, ce que l'argent également laissé par son grand-père lui permet. Le château était encore marqué par Claude-Louis Lombard, qui l'avait embelli. Il n'est pas sans intérêt de signaler que les familles de Girardin et Lombard se connaissaient et se fréquentaient depuis longtemps : Claude-Louis Lombard était en effet l'exécuteur testamentaire du grand-père de René-Louis de Girardin, Jean-Louis de Girardin de Vauvré (nom transformé ultérieurement en Vauvray).
René-Louis de Girardin envisage au début la reconstruction totale du château, mais se limite finalement à la modernisation totale de l'aménagement intérieur et au remeublement. Ce renoncement est motivé par l'importance des dépenses devant être consacrées à la transformation du parc et de ses environs en jardin anglais. Le marquis se contente donc de dégager la cour du château des bâtiments qui l'encombraient, et ouvre la perspective de vue sur le parc sud. René-Louis de Girardin dessine aménage le parc d’après les idées du philosophe Jean-Jacques Rousseau, dont La Nouvelle Héloïse l'avait fortement marqué. De l’Europe entière les visiteurs viennent admirer les jardins qui entourent le château.
En 1776, la tour nord-ouest du château, abritant la chapelle, s'effondre au grand étonnement du propriétaire et des habitants. Il n'est reconstruit qu'au XIXe siècle. Cependant, René-Louis de Girardin décide rapidement de la construction d'une nouvelle chapelle, sous l'escalier d'honneur, entre rez-de-chaussée et sous-sol. 
En 1778, Jean-Jacques Rousseau passe six semaines chez les Girardin et meurt à Ermenonville le 2 juillet, après une promenade. René de Girardin le fait enterrer dans l’île des Peupliers dans le parc du midi. Cette présence illustre attirera des touristes de marque tels que la reine Marie-Antoinette, le roi de Suède Gustave III, Benjamin Franklin, Robespierre, Mirabeau, Danton, Saint-Just, Camille Desmoulins.
Pendant la Révolution, Ermenonville est temporairement renommée Jean-Jacques-Rousseau. En 1794 un décret imposera le transfert des cendres de Rousseau au Panthéon de Paris. En 1800, Napoléon Ier Bonaparte vient chasser le lapin dans le parc du château et la forêt.

### Le château sous les successeurs de René-Louis de Girardin

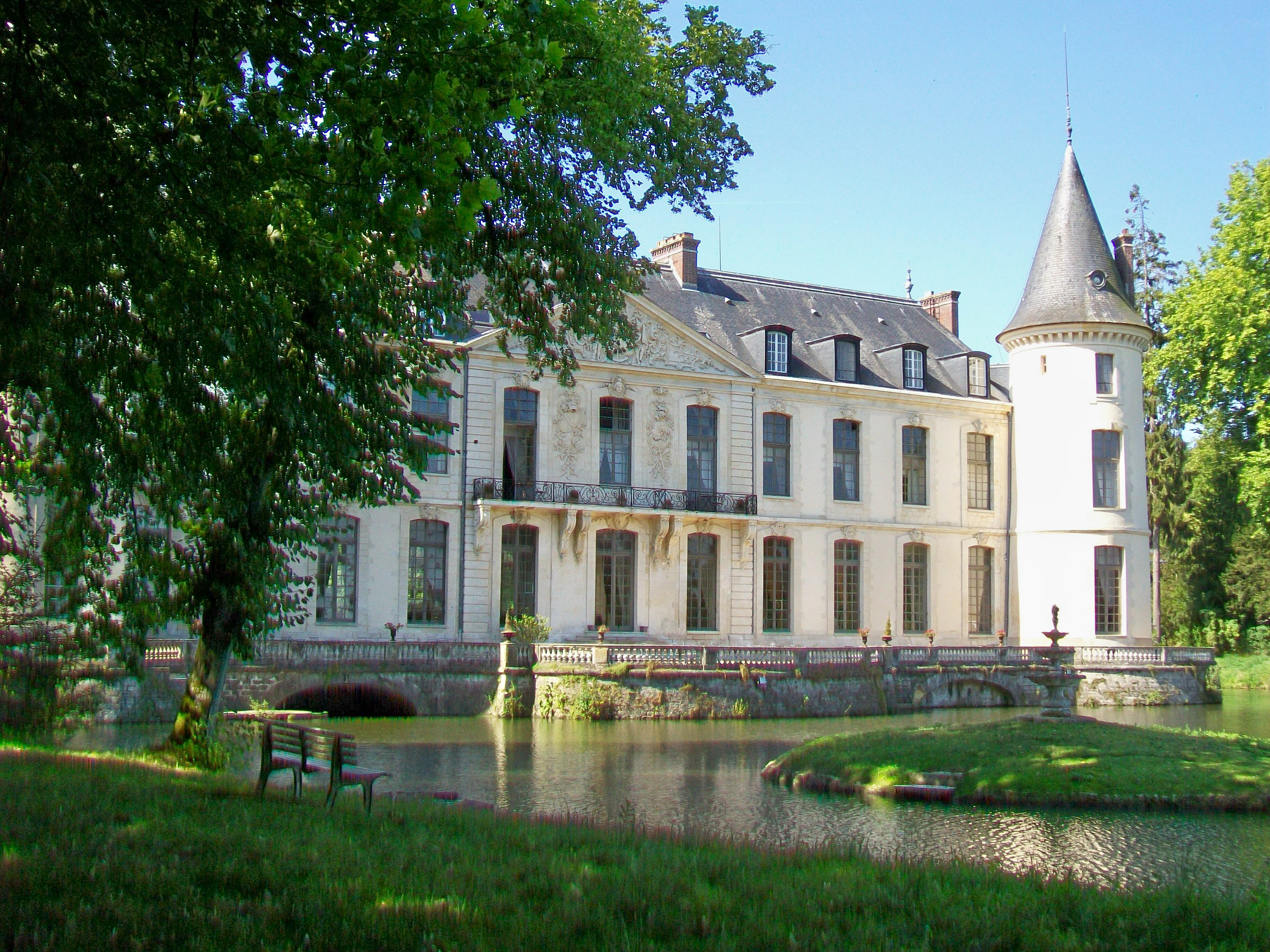
La façade nord du château sur le « Petit parc ».

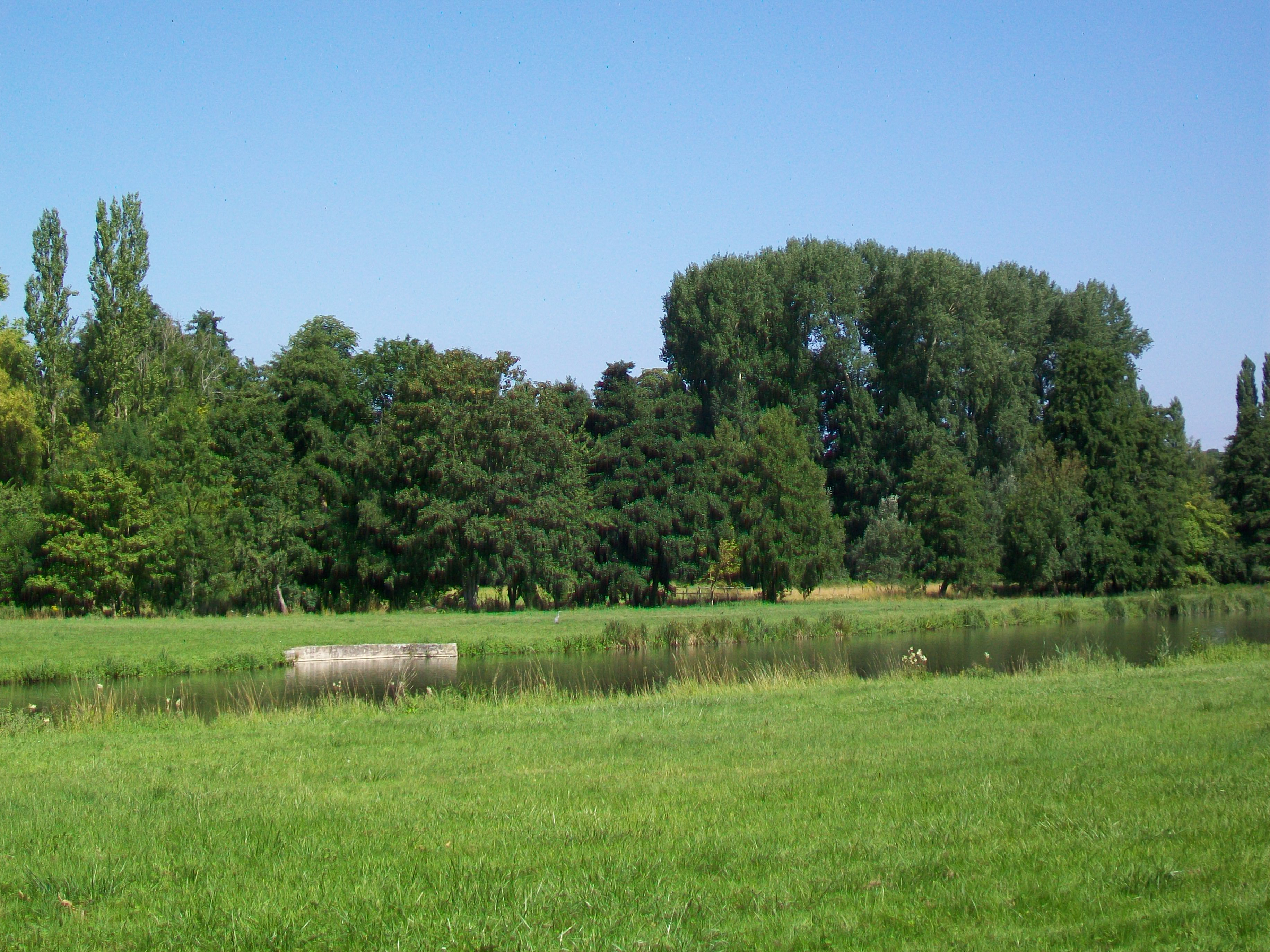
La « grande rivière » au « Petit parc », au nord du château.

Après le décès du marquis René-Louis, c'est surtout son fils aîné Stanislas (Cécile-Stanislas-Xavier, comte de Girardin, Lunéville (19 janvier 1762 - 27 février 1827 à Paris) s'occupe du château. Il y est très attaché, tout comme son frère Alexandre-Louis, qui sont les derniers enfants du marquis René-Louis encore en vie en 1825. Leurs moyens ne permettent cependant pas d'entretenir correctement le domaine et de conserver le château, où du reste ils ne vivent que temporairement. En même temps, le dernier prince de Condé, Louis VI Henri de Bourbon-Condé, cherche d'agrandir son domaine et surtout son terrain de chasse, ayant déjà acquis les domaines de Chantilly et Mortefontaine, ainsi que maintes autres grandes propriétés au préalable. Stanislas et Alexandre-Louis de Girardin signent avec le prince de Condé un contrat lui donnant l'usufruit de l'ensemble de leur domaine d'Ermenonville, soit au total 950 hectares ; contrat expirant toutefois avec le décès de l'acquéreur. Celui-ci survient en 1830 dans des conditions mystérieuses : le domaine revient donc aux Girardin. 
Ne s'intéressant qu'à la chasse et vivant à Chantilly et à Saint-Leu-la-Forêt, le prince de Condé n'avait rien fait pour entretenir le château et le parc. Stanislas de Girardin était déjà mort depuis trois ans et demi. Ses deux fils, les comtes Ernest et Stanislas-Xavier, ainsi que son frère Alexandre-Louis, deviennent donc copropriétaires du château, du parc, des terres et des forêts. Cependant, Stanislas-Xavier ne survit à son père que de deux ans, décédant le 17 septembre 1832 à l'âge de vingt ans seulement. Ses héritiers testamentaires sont sa mère, sa demi-sœur et son demi-frère, qui cèdent leurs parts à Ernest en 1833. Entre les deux propriétaires qui restent, le domaine est partagé par une division en deux lots et un tirage au sort, attribuant les terres et les forêts à Alexandre-Louis (dernier enfant survivant du marquis René de Girardin), et le château et le parc à Ernest.
Alexandre-Louis meurt en 1855. Son neveu Ernest se retrouve propriétaire unique. Tout aussi attaché à la propriété familiale que son père, il réussit à entreprendre quelques restaurations entre 1864 et 1867, portant notamment sur le château et le jeu d'arc, au parc sud. Le désert avait déjà été clôturé par un mur en 1856. Mais l'argent manque pour remettre en état l'ensemble de la propriété.
Le comte Ernest de Girardin, né en 1802 et dernière personne de la famille ayant encore connu le marquis René-Louis de Girardin, disparaît en 1874. Il laisse trois enfants, qui lui avaient tous occasionné des soucis : il s'était brouillé avec ses deux filles qui n'obtiennent donc que leur part légale, et son fils Stanislas-Charles (1828-1910) savait surtout gaspiller l'argent, de sorte que son père le fit constamment accompagner par un conseiller financier. Ernest laisse donc les majeures parties à ses deux petits-enfants, qui sont les enfants de Stanislas-Charles nés de son second mariage avec Esther Stanton : Fernand-Jacques (1857-1924) et Suzanne-Jeanne (1858-1934). Le testament les oblige par ailleurs de verser une rente à leur père. Apparemment, ce dernier ne s'était pas rendu compte de sa situation financière désastreuse, car il laisse un grand lot de dettes à ses héritiers. Stanislas-Charles préconise la vente du domaine, mais il doit engager un procès en tribunal pour obtenir gain de cause. La vente aux enchères est fixée pour le 18 mai 1874, mais le prix est trop élevé et aucun acquéreur ne se présente, de même pour une deuxième tentative avec un prix revu à la baisse.
La division du domaine en plusieurs lots paraît comme la seule issue possible. Les neuf lots sont adjugés le 4, respectivement le 12 novembre 1874. Gustave-Adolphe-Edgard de Girardin (petit-fils d'Alexandre-Louis mentionné ci-dessus et donc arrière-petit-fils de René-Louis) obtient les lots no 1, 2, 4, 5 et 9 ; un certain Alexandre de Girardin (probablement le fils naturel d'Émile de Girardin) achète le lot no 6 ; et Rosa-Augusta Hainguerlot, veuve d'Alphée de Vatry, propriétaire de Chaalis, obtient les lots no 3, 7 et 8, correspondant au Désert et à l'actuelle Mer de sable.

### Depuis le départ de la famille de Girardin

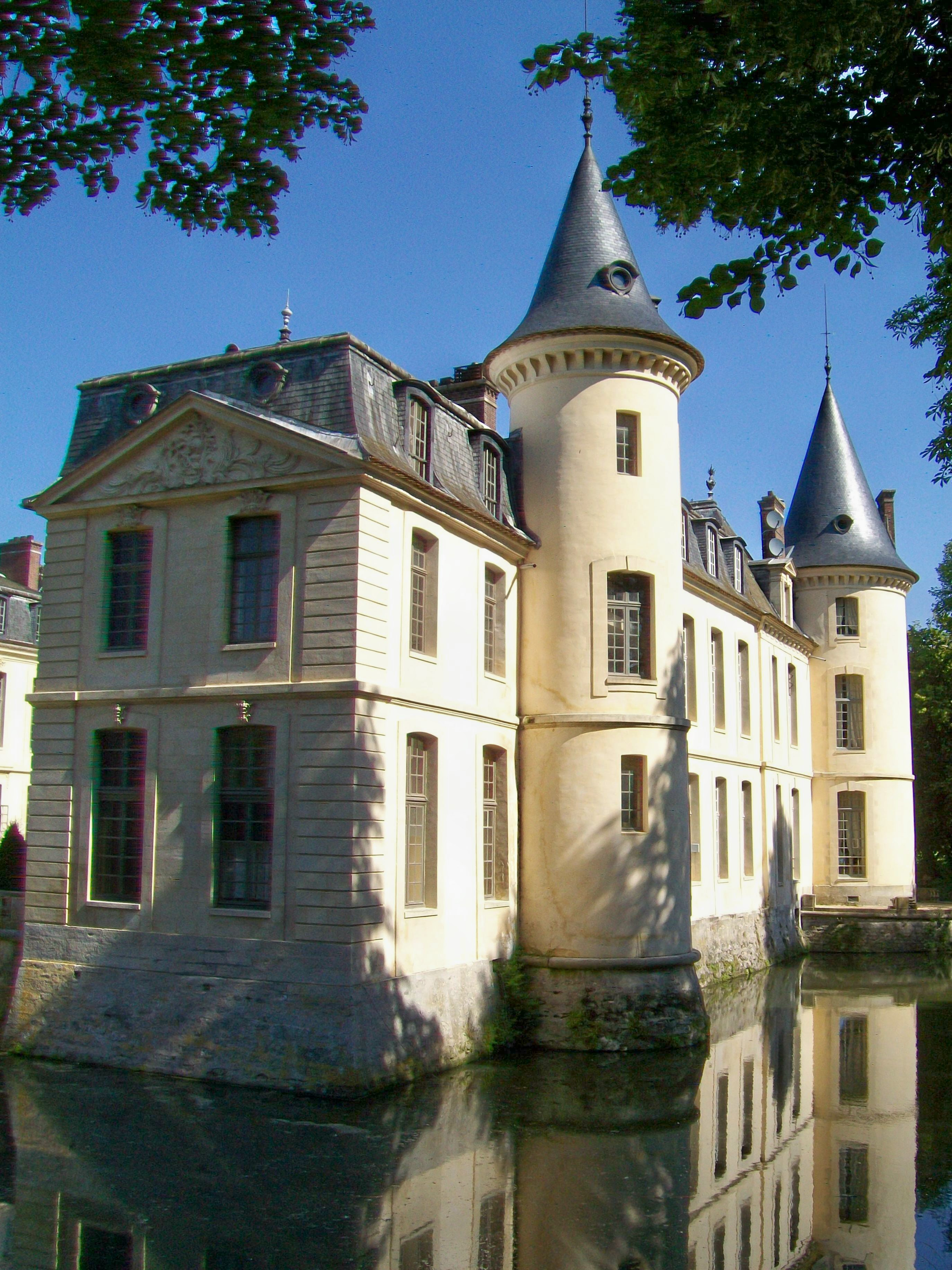
La façade est du château, avec deux des petites tours médiévales.

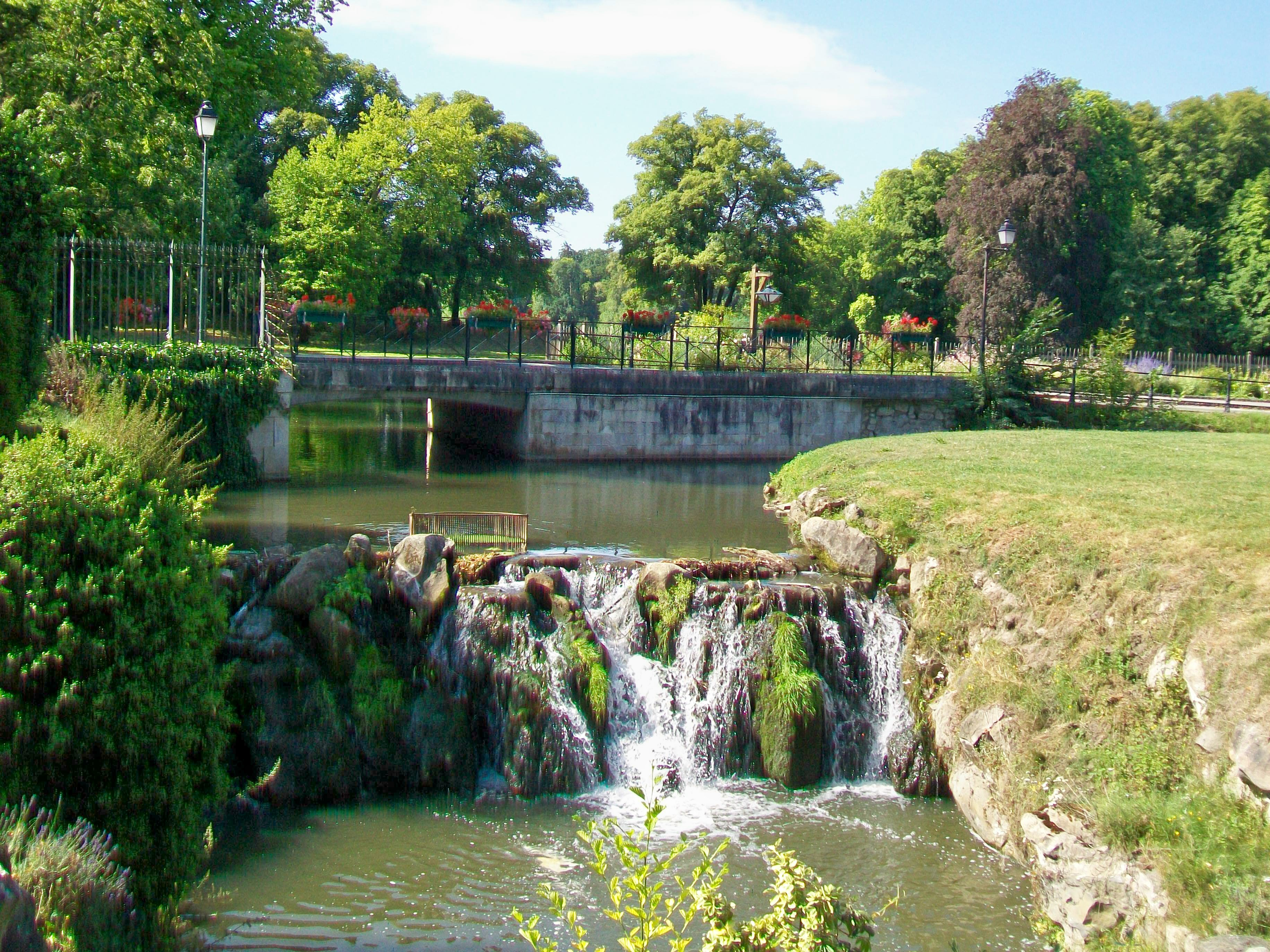
La grande cascade devant le château.

Gustave-Edgard a la ferme intention de vivre au château et de restaurer le parc, mais il doit constater rapidement que ses moyens financiers ne suffisent pas pour réaliser son rêve. Il se voit contraint de remettre la propriété en vente, portant encore sur 253 ha. Le 8 octobre 1878, elle est adjugée à Marie-Charlotte Hensel (1833-1881), veuve de François Blanc (1806-1877), riche homme d’affaires fondateur de la Société des bains de mer de Monaco. Elle achète le château et le parc comme dot pour sa fille Louise (1854-1911) qui avait épousé le prince désargenté Constantin Radziwiłł (1850-1920) par contrat de mariage du 18 mars 1876. Marie Hensel ne peut profiter longtemps du bonheur du jeune couple avec lequel elle s'installe à Ermenonville, décédant en 1881 à l'âge de quarante-sept ans seulement.
Constantin Radziwiłł et son fils Léon (ami et modèle de Marcel Proust) entreprennent d'importants travaux de restauration au château. Au premier quart du XXe siècle, le petit parc au nord est loti en partie. La famille Radziwiłł reste présente à Ermenonville jusqu'en 1927, année du décès du prince Léon. Le domaine devient la propriété de ses neveux, Sosthènes et Armand de La Rochefoucauld-Doudeauville. L'île des peupliers, le temple de la philosophie moderne et quelques autres fabriques du Grand Parc, ainsi que le château, sont inscrits à l'inventaire supplémentaire des monuments historiques par arrêté du 11 juin 1930. Les frères de La Rochefoucauld-Doudeauville ne souhaitent cependant pas conserver ce patrimoine et le mettent en vente.
En 1932, Ettore Bugatti forme une société civile immobilière qui rachète pour son compte le château et le parc, soit l'ensemble du domaine du temps des Radziwiłł. Cette forme juridique préfigure le démembrement du domaine. Le mobilier, l'ensemble de l'inventaire et toutes les collections, dont les souvenirs du séjour de Jean-Jacques Rousseau et les objets ayant appartenu au marquis René-Louis de Girardin, sont vendus séparément du domaine en 1933. Cette vente considérée comme événement majeur par les marchands d'art conduit en même temps à la dispersion définitive des objets. En même temps, Bugatti commence à vendre des terrains à l'ouest et à l'est du Petit parc. Bugatti envisage également de lotir le Grand Parc, mais accepte de le vendre en 1938 au Touring club de France. Son but est de sauvegarder le parc et de l'ouvrir au public, et ainsi il devient le parc Jean-Jacques-Rousseau.
En date du 6 juillet 1939, le classement des éléments inscrits à l'inventaire supplémentaire, sauf du château, devient effectif. Pendant la Seconde Guerre mondiale, à partir de 1941, le château et le petit parc sont occupés par les Allemands. Vers la fin de la guerre, Ettore Bugatti hypothèque son domaine afin de financer ses recherches mécaniques. À sa mort en 1947, le château est habité par Lidia Bugatti, sa fille. En 1963, avec le rachat de la marque Bugatti par Hispano-Suiza, le château tombe dans les mains de cette société. En 1964 le docteur Henri Montarnal rachète le domaine, qui est dans un état lamentable. Il aménage le château en hôtel-restaurant de la chaîne « Relais-châteaux », puis le reconvertit en maison de retraite. En 1976, il n'arrive plus à son compte ; l'entretien et le chauffage coûtent trop cher, et les pensionnaires se font rares en dehors de la saison estivale. La maison de retraite ferme en 1978, et le château reste vacant jusqu'en 1981, quand Mme Biestro, fille du Dr Mortanal, le loue à la secte hindoue « La conscience de Krishna », non sans avoir hésité longtemps. La décision est mal acceptée au village. L'utilisation par la secte se termine avec le grand incendie au soir du 14 novembre 1987. Mme Biestro entreprend les réparations nécessaires et ouvre de nouveau une maison de retraite au château, en date du 1er juillet 1988. Ne pouvant pas rembourser les deux banques qui lui avaient prêté l'argent, elle perd la propriété en faveur de ces dernières, deux ans plus tard. Le 31 mai 1991, le château est enfin racheté par Les Hôtels Particuliers du groupe de Philippe Savry, qui le réaménage en hôtel-restaurant de prestige. En juin 2018, le château est racheté par l'homme d'affaires libano-canadien Antoine Haswani.
Le château sert de lieu de tournage des films au cinéma : Elena et les Hommes (1955-1956) de Jean Renoir, Les Visiteurs (1993) de Jean-Marie Poiré, Les Couloirs du temps : Les Visiteurs 2 (1998), Arlette (1997) de Claude Zidi, Belle-maman (1999) de Gabriel Aghion.
C'est également au château d'Ermenonville que sont filmées les toutes premières rencontres physiques de célibataires qui utilisent des applications de rencontre et qui pensent avoir trouvé l'amour après de longs échanges virtuels, pour l'émission Et si on se rencontrait de M6.